# والریوس ماکسیموس
والریوس ماکسیموس (انگلیسی: Valerius Maximus; ۱ ژانویهٔ ۰۱۰۰ – ۱ ژانویهٔ ۰۱۰۰) مورخ، نویسنده، و شاعر اهل روم باستان بود.